# Lakeview Heights
Lakeview Heights és una població dels Estats Units a l'estat de Kentucky. Segons el cens del 2000 tenia 251 habitants.

## Demografia
Segons el cens del 2000, Lakeview Heights tenia 251 habitants, 99 habitatges, i 82 famílies. La densitat de població era de 692,2 habitants/km².
Dels 99 habitatges en un 34,3% hi vivien nens de menys de 18 anys, en un 72,7% hi vivien parelles casades, en un 11,1% dones solteres, i en un 16,2% no eren unitats familiars. En el 16,2% dels habitatges hi vivien persones soles el 8,1% de les quals corresponia a persones de 65 anys o més que vivien soles. El nombre mitjà de persones vivint en cada habitatge era de 2,52 i el nombre mitjà de persones que vivien en cada família era de 2,8.
Per edats la població es repartia de la següent manera: un 23,1% tenia menys de 18 anys, un 4,8% entre 18 i 24, un 26,3% entre 25 i 44, un 33,9% de 45 a 60 i un 12% 65 anys o més.
L'edat mediana era de 43 anys. Per cada 100 dones de 18 o més anys hi havia 82,1 homes.
La renda mediana per habitatge era de 71.875 $ i la renda mediana per família de 72.188 $. Els homes tenien una renda mediana de 40.625 $ mentre que les dones 21.250 $. La renda per capita de la població era de 25.779 $. Entorn del 3,4% de les famílies i el 2,8% de la població estaven per davall del llindar de pobresa.

## Poblacions més properes
El següent diagrama mostra les poblacions més properes.